# Acidodontium pallidum
Acidodontium pallidum är en bladmossart som beskrevs av Theodor Carl Karl Julius Herzog 1916. Acidodontium pallidum ingår i släktet Acidodontium och familjen Bryaceae. Inga underarter finns listade i Catalogue of Life.